# Ulrich Clement
Ulrich Clement (* 22. September 1950) ist ein deutscher Psychologe, Psychotherapeut und Sexualwissenschaftler.

## Leben
Nach dem Psychologiestudium in Mannheim, Hamburg und Hannover arbeitete er 1976 bis 1985 am Institut für Sexualforschung der Universität Hamburg bei dem Psychiater Eberhard Schorsch (gestorben 1991) und dem Sozialpsychologen Gunter Schmidt. Nach zehn Jahren (1986 bis 1996) an der Psychosomatischen Universitätsklinik Heidelberg und Gastprofessuren an den Universitäten Freiburg und Hamburg stieß er 1997 zur Heidelberger Gruppe der systemischen Therapie um den Psychiater und Psychoanalytiker Helm Stierlin.
Clement ist Dozent und Lehrtherapeut der Internationalen Gesellschaft für systemische Therapie (IGST) und der Deutschen Gesellschaft für Sexualforschung (DGfS). Von 2000 bis 2001 war er Präsident der International Academy of Sex Research, und von 2003 bis 2007 Mitherausgeber der Zeitschrift Familiendynamik. Er leitet das Institut für Sexualtherapie Heidelberg, das er 2006 zusammen mit der Ärztin Ulrike Brandenburg (1954–2010) gegründet hatte. Er ist außerdem Mitbegründer des ersten deutschsprachigen postgradualen Studiengangs „Sexualmedizin/Sexualtherapie“ an der Universität Basel.
Clement ist Professor an den Universitäten Heidelberg und Basel.
Mit seiner Schrift Systemische Sexualtherapie schlug er einen Paradigmenwechsel bei der Behandlung sexueller Störungen vor. Er konzentriert sich nicht primär auf die sexuelle Funktion, sondern auf die Entwicklung des individuellen sexuellen Profils und die Kommunikation der beiden Partner über ihre jeweiligen sexuellen Profile.
In einem Interview 2015 bezeichnete Clement authentische Sexualität als höchstes Gut. Damit meinte er, dass jede Person sich zeigen kann, wie sie ist. Partner können sich einander zumuten und sollen auch aushalten, einander zugemutet zu sein.

## Schriften (Auswahl)
- Primäre und sekundäre Sexualforscher. In: Peer Briken (Hrsg.): Perspektiven der Sexualforschung (= Beiträge zur Sexualforschung. Band 108). Psychosozial-Verlag, Gießen 2019, ISBN 978-3-8379-2918-8, S. 179–188.
- Dynamik des Begehrens. Systemische Sexualtherapie in der Praxis. Carl-Auer Verlag, Heidelberg 2016, ISBN 978-3-8497-8026-5.
- Systemische Sexualtherapie. Klett-Cotta, Stuttgart 2016, ISBN 978-3-608-94951-3.
- Think Love. Das indiskrete Fragebuch. Rogner & Bernhard, Berlin 2015, ISBN 978-3-95403-093-4.
- Wenn Liebe fremdgeht. Vom richtigen Umgang mit Affären. Ullstein, Berlin 2010, ISBN 978-3-548-37336-2.
- Guter Sex trotz Liebe. Wege aus der verkehrsberuhigten Zone. Ullstein, Berlin 2008, ISBN 978-3-548-37221-1.
- mit Fritz B. Simon, Helm Stierlin: Die Sprache der Familientherapie. Ein Vokabular. 6. überarbeitete und erweiterte  Auflage. Klett-Cotta, Stuttgart 2004, ISBN 3-608-94395-1.
- mit Wolfgang Senf (Hrsg.): Transsexualität. Behandlung und Begutachtung. Schattauer, Stuttgart, New York 1996, ISBN 3-7945-1742-3.
- HIV-positiv. Psychische Verarbeitung, subjektive Infektionstheorien und psychosexuelle Konflikte HIV-Infizierter. Eine komparativ-kasuistische Studie. Enke, Stuttgart 1992, ISBN 3-432-25131-9.
- mit Walter Bräutigam: Sexualmedizin im Grundriss. Eine Einführung in Klinik, Theorie und Therapie der sexuellen Konflikte und Störungen. 3. neubearbeitete und erweiterte  Auflage. Thieme, Stuttgart, New York 1989, ISBN 3-13-542203-8.
- Sexualität im sozialen Wandel. Eine empirische Vergleichsstudie an Studenten 1966 und 1981 (= Beiträge zur Sexualforschung. Band 61). Enke, Stuttgart 1986, ISBN 3-432-95471-9.